# Segona Divisió
Segona Divisió – drugi poziom rozgrywek piłki nożnej w Andorze.

## Zwycięzcy rozgrywek
- 1999/2000 – FC Lusitanos
- 2000/2001 – FC Rànger's
- 2001/2002 – Racing d’Andorra
(zespół rozwiązany po zakończeniu rozgrywek, wicemistrz FC Cerni uzyskał awans)
- 2002/2003 – UE Engordany
- 2003/2004 – Atlètic Club d'Escaldes
- 2004/2005 – FC Santa Coloma II
(drużyna nieuprawniona do awansu, wicemistrz UE Extremenya uzyskał awans)
- 2005/2006 – FC Encamp
- 2006/2007 – Casa Estrella del Benfica
- 2007/2008 – UE Santa Coloma
- 2008/2009 – FC Encamp
- 2009/2010 – Casa Estrella del Benfica
- 2010/2011 – FC Lusitanos B
(drużyna nieuprawniona do awansu, promocję wywalczył wicemistrz FC Rànger's)
- 2011/2012 – FC Encamp
- 2012/2013 – FC Ordino
- 2013/2014 – UE Engordany
- 2014/2015 – Penya Encarnada d’Andorra
- 2015/2016 – CE Jenlai
- 2016/2017 – Inter Club d’Escaldes
- 2017/2018 – FC Ordino
- 2018/2019 – Penya Encarnada d’Andorra
- 2019/2020 – Atlètic Club d’Escaldes
- 2020/2021 – FC Ordino
- 2021/2022 – Penya Encarnada d’Andorra
- 2022/2023 – Pas de la Casa
- 2023/2024 – La Massana